# Braunschweiger Turn- und Sportverein Eintracht von 1895 2018-2019
Questa voce raccoglie le informazioni riguardanti il Braunschweiger Turn- und Sportverein Eintracht von 1895 nelle competizioni ufficiali della stagione 2018-2019.

## Stagione
Nella stagione 2018-2019 l'Eintracht Braunschweig, allenato da Henrik Pedersen e André Schubert, concluse il campionato di 3. Liga al 16º posto. In Coppa di Germania l'Eintracht Braunschweig fu eliminato al primo turno dall'Hertha Berlino.

## Rosa
| N. |                                 | Ruolo | Calciatore        |
| -- | ------------------------------- | ----- | ----------------- |
| 1  | Germania (bandiera)             | P     | Marcel Engelhardt |
| 2  | Germania (bandiera)             | D     | David Sauerland   |
| 4  | Germania (bandiera)             | C     | Nils Rütten       |
| 5  | Germania (bandiera)             | D     | Benjamin Kessel   |
| 6  | Germania (bandiera)             | D     | Steffen Nkansah   |
| 7  | Germania (bandiera)             | C     | Bernd Nehrig      |
| 8  | Germania (bandiera)             | C     | Stephan Fürstner  |
| 9  | Germania (bandiera)             | A     | Philipp Hofmann   |
| 10 | Kosovo (bandiera)               | C     | Mërgim Fejzullahu |
| 11 | Germania (bandiera)             | A     | Leandro Putaro    |
| 13 | Bosnia ed Erzegovina (bandiera) | P     | Jasmin Fejzić     |
| 15 | Germania (bandiera)             | C     | Marcel Bär        |
| 16 | Germania (bandiera)             | D     | Robin Becker      |
| 17 | Germania (bandiera)             | A     | Yari Otto         |
| 19 | Germania (bandiera)             | D     | Felix Burmeister  |

| N. |                        | Ruolo | Calciatore      |
| -- | ---------------------- | ----- | --------------- |
| 21 | Germania (bandiera)    | P     | Yannick Bangsow |
| 22 | Germania (bandiera)    | C     | Manuel Schwenk  |
| 23 | Germania (bandiera)    | D     | Christoph Menz  |
| 25 | Turchia (bandiera)     | A     | Onur Bulut      |
| 26 | Germania (bandiera)    | A     | Julius Düker    |
| 27 | Germania (bandiera)    | D     | Niko Kijewski   |
| 28 | Danimarca (bandiera)   | C     | Jonas Thorsen   |
| 29 | Lussemburgo (bandiera) | C     | Eric Veiga      |
| 31 | Germania (bandiera)    | C     | Marc Pfitzner   |
| 33 | Germania (bandiera)    | P     | Roman Birjukov  |
| 34 | Germania (bandiera)    | D     | Jan-Lukas Funke |
| 34 | Germania (bandiera)    | A     | Mike Feigenspan |
| 35 | Germania (bandiera)    | A     | Ayodele Adetula |
| 38 | Germania (bandiera)    | C     | Leon Bürger     |

## Organigramma societario
Area tecnica
- Allenatore: Christian Flüthmann, André Schubert
- Allenatore in seconda: Jonas Stephan
- Preparatore dei portieri: Ronny Teuber
- Preparatori atletici: Andreas Gross, Günter Jonczyk

## Calciomercato

### Sessione estiva
| Acquisti | Acquisti          | Acquisti                   | Acquisti |
| R.       | Nome              | da                         | Modalità |
| -------- | ----------------- | -------------------------- | -------- |
| C        | Manuel Schwenk    | Holstein Kiel              |          |
| A        | Leandro Putaro    | Arminia Bielefeld          |          |
| A        | Samuel Abifade    | Eintracht Braunschweig U19 |          |
| A        | Ayodele Adetula   | E. Braunschweig II         |          |
| D        | Malte Amundsen    | Rosenborg                  |          |
| P        | Yannick Bangsow   | E. Braunschweig II         |          |
| P        | Roman Birjukov    | Eintracht Braunschweig U19 |          |
| C        | Leon Bürger       | Eintracht Braunschweig U19 |          |
| D        | Felix Burmeister  | Vasas                      |          |
| C        | Michal Faško      | Grasshoppers               |          |
| C        | Mërgim Fejzullahu | Alemannia Aquisgrana       |          |
| C        | Ivan Franjić      | Germania Halberstadt       |          |
| D        | Jan-Lukas Funke   | Eintracht Braunschweig U19 |          |
| C        | Stephan Fürstner  | Union Berlino              |          |
| D        | Nick Otto         | Wolfsburg U19              |          |
| A        | Yari Otto         | Wolfsburg U19              |          |
| D        | David Sauerland   | Borussia Dortmund II       |          |
| C        | Jonas Thorsen     | Horsens                    |          |

| Cessioni | Cessioni           | Cessioni        | Cessioni |
| R.       | Nome               | a               | Modalità |
| -------- | ------------------ | --------------- | -------- |
| A        | Suleiman Abdullahi | Union Berlino   |          |
| A        | Julius Biada       | Kaiserslautern  |          |
| C        | Mirko Boland       | Adelaide Utd    |          |
| D        | Steve Breitkreuz   | Erzgebirge Aue  |          |
| P        | Jasmin Fejzić      | Magdeburgo      |          |
| C        | Jan Hochscheidt    | Erzgebirge Aue  |          |
| C        | Salim Khelifi      | Zurigo          |          |
| C        | Quirin Moll        | Monaco 1860     |          |
| D        | Ken Reichel        | Union Berlino   |          |
| D        | Maximilian Sauer   | Greuther Fürth  |          |
| C        | Patrick Schönfeld  | Wehen Wiesbaden |          |
| C        | Georg Teigl        | Augusta         |          |
| A        | Deniz Undav        | Meppen          |          |
| P        | Eric Verstappen    | TeBe Berlino    |          |
| C        | Hendrick Zuck      | Kaiserslautern  |          |

### Sessione invernale
| Acquisti | Acquisti        | Acquisti               | Acquisti |
| R.       | Nome            | da                     | Modalità |
| -------- | --------------- | ---------------------- | -------- |
| D        | Christoph Menz  | Viktoria Berlino       |          |
| A        | Mike Feigenspan | Borussia M'gladbach II |          |
| C        | Marcel Bär      | Aalen                  |          |
| D        | Benjamin Kessel | Saarbrücken            |          |
| C        | Bernd Nehrig    | St. Pauli              |          |
| C        | Nils Rütten     | Bonner                 |          |
| A        | Julius Düker    | Paderborn              |          |

| Cessioni | Cessioni          | Cessioni            | Cessioni |
| R.       | Nome              | a                   | Modalità |
| -------- | ----------------- | ------------------- | -------- |
| C        | Ivan Franjić      | Saarbrücken         |          |
| D        | Nick Otto         | St. Pauli II        |          |
| A        | Samuel Abifade    | U.S.I. Lupo-Martini |          |
| D        | Besfort Kolgeci   | Havelse             |          |
| D        | Gustav Valsvik    | Rosenborg           |          |
| D        | Malte Amundsen    | Vejle               |          |
| A        | Christoffer Nyman | IFK Norrköping      |          |
| D        | Frederik Tingager | Aarhus              |          |
| A        | Ahmet Canbaz      | Werder Brema II     |          |
| C        | Michal Faško      | Grasshoppers        |          |

## Risultati

### 3. Liga

#### Girone di andata
| Arbitro: | Jablonski |

|           |           |              |
| Bulut 56’ | Marcatori | 24’ Wanitzek |

| Arbitro: | Kampka |

|                 |           |  |
| Soukou 14’, 20’ | Marcatori |  |

| Arbitro: | Gerach |

|                    |           |            |
| Hofmann 69’ (rig.) | Marcatori | 33’ Miatke |

| Arbitro: | Alt |

|                                      |           |                                    |
| Schäffler 63’ Andrist 86’ Kyereh 90’ | Marcatori | 32’ Hofmann 48’ Bulut 74’ Amundsen |

| Arbitro: | Lechner |

|  |           |                         |
|  | Marcatori | 27’ Eberwein 57’ Schiek |

| Arbitro: | Kempter |

|                                              |           |  |
| Marseiler 15’ Hain 51’ Welzmüller 56’ (rig.) | Marcatori |  |

| Arbitro: | Zorn |

|               |           |  |
| Otto 81’, 90’ | Marcatori |  |

| Arbitro: | Lossius |

|             |           |             |
| Baumann 20’ | Marcatori | 28’ Hofmann |

| Arbitro: | Sather |

|            |           |                                                     |
| Putaro 43’ | Marcatori | 11’, 61’ Kühlwetter 55’ (aut.) Amundsen 88’ Hemlein |

| Arbitro: | Storks |

|                                                  |           |                     |
| Leugers 17’ Granatowski 41’ Undav 57’ Wagner 61’ | Marcatori | 85’, 88’ Fejzullahu |

| Arbitro: | Osmanagic |

|                               |           |                       |
| Thorsen 5’ Hofmann 23’ (rig.) | Marcatori | 68’ Karweina 90’ Rahn |

| Arbitro: | Weickenmeier |

|                              |           |  |
| Bekiroğlu 51’ Kindsvater 90’ | Marcatori |  |

| Arbitro: | Müller |

|                                       |           |                                                       |
| Agu 17’ (aut.) Putaro 38’ Schwenk 82’ | Marcatori | 19’ (aut.) Valsvik 40’ Heider 48’ (rig.), 50’ Álvarez |

| Arbitro: | Welz |

|             |           |             |
| Hercher 52’ | Marcatori | 77’ Hofmann |

| Arbitro: | Fritsch |

|  |           |                         |
|  | Marcatori | 34’ Dorda 41’ Ibrahimaj |

| Arbitro: | Schultes |

|                          |           |  |
| Kobylański 19’, 26’, 64’ | Marcatori |  |

| Arbitro: | Hanslbauer |

|                      |           |              |
| Becker 60’ Nyman 83’ | Marcatori | 18’, 87’ Bär |

| Arbitro: | Gräfe |

|  |           |         |
|  | Marcatori | 3’ Sohm |

| Arbitro: | Dingert |

|  |           |                     |
|  | Marcatori | 64’ (aut.) Matuwila |

#### Girone di ritorno
| Arbitro: | Bacher |

|              |           |            |
| Wanitzek 49’ | Marcatori | 6’ Hofmann |

| Arbitro: | Petersen |

|                           |           |  |
| Kessel 51’ Feigenspan 88’ | Marcatori |  |

| Arbitro: | Stegemann |

|  |           |            |
|  | Marcatori | 56’ Nehrig |

| Arbitro: | Müller |

|                            |           |                                                 |
| Kyereh 23’ (aut.) Otto 74’ | Marcatori | 17’ Mockenhaupt 31’ Diawusie 60’ (rig.) Schmidt |

| Arbitro: | Zorn |

|             |           |                                 |
| Dahmani 65’ | Marcatori | 67’, 70’ Hofmann 85’ Feigenspan |

| Arbitro: | Osmanagic |

|         |           |  |
| Bär 44’ | Marcatori |  |

| Jena 3 marzo 2019, ore 14:00 CET 26ª giornata | Carl Zeiss Jena | 0 – 0 referto | Eintracht Braunschweig | Ernst-Abbe-Sportfeld (6 173 spett.)\| Arbitro: \| Weickenmeier \| |
| Arbitro:                                      | Weickenmeier    |               |                        |                                                                   |

| Arbitro: | Rafalski |

|                              |           |                      |
| Otto 59’ Pfitzner 81’ (rig.) | Marcatori | 27’ Elva 68’ Kurzweg |

| Kaiserslautern 13 marzo 2019, ore 19:00 CET 28ª giornata | Kaiserslautern | 0 – 0 referto | Eintracht Braunschweig | Fritz-Walter-Stadion (16 363 spett.)\| Arbitro: \| Dietz \| |
| Arbitro:                                                 | Dietz          |               |                        |                                                             |

| Arbitro: | Winter |

|                                              |           |  |
| Fürstner 42’ Pfitzner 48’ (rig.), 58’ (rig.) | Marcatori |  |

| Arbitro: | Brütting |

|  |           |                     |
|  | Marcatori | 50’ (rig.) Pfitzner |

| Arbitro: | Müller |

|           |           |               |
| Düker 90’ | Marcatori | 68’ Steinhart |

| Arbitro: | Waschitzki-Günther |

|           |           |  |
| Girth 23’ | Marcatori |  |

| Arbitro: | Gräfe |

|           |           |             |
| Düker 90’ | Marcatori | 58’ Röttger |

| Arbitro: | Alt |

|  |           |                                    |
|  | Marcatori | 22’ Schwenk 55’ Bär 75’ Feigenspan |

| Arbitro: | Müller |

|                                     |           |                                  |
| Kessel 34’ Burmeister 69’ Düker 90’ | Marcatori | 28’ Scherder 32’, 57’ Kobylański |

| Arbitro: | Lechner |

|           |           |                      |
| Geyer 76’ | Marcatori | 4’, 44’, 56’ Hofmann |

| Arbitro: | Dingert |

|                 |           |  |
| Bahn 30’ (rig.) | Marcatori |  |

| Arbitro: | Schlager |

|                     |           |                      |
| Pfitzner 31’ (rig.) | Marcatori | 57’ (rig.) Viteritti |

### Coppa di Germania
| Arbitro: | Winkmann |

|                |           |                               |
| Fejzullahu 81’ | Marcatori | 38’ Plattenhardt 83’ Ibišević |

## Statistiche

### Statistiche di squadra
| Competizione      | Punti | In casa | In casa | In casa | In casa | In casa | In casa | In trasferta | In trasferta | In trasferta | In trasferta | In trasferta | In trasferta | Totale | Totale | Totale | Totale | Totale | Totale | DR |
| Competizione      | Punti | G       | V       | N       | P       | Gf      | Gs      | G            | V            | N            | P            | Gf           | Gs           | G      | V      | N      | P      | Gf     | Gs     | DR |
| ----------------- | ----- | ------- | ------- | ------- | ------- | ------- | ------- | ------------ | ------------ | ------------ | ------------ | ------------ | ------------ | ------ | ------ | ------ | ------ | ------ | ------ | -- |
| 3. Liga           | 45    | 19      | 4       | 9       | 6       | 28      | 30      | 19           | 6            | 6            | 7            | 20           | 24           | 38     | 10     | 15     | 13     | 48     | 54     | -6 |
| Coppa di Germania | -     | 1       | 0       | 0       | 1       | 1       | 2       | 0            | 0            | 0            | 0            | 0            | 0            | 1      | 0      | 0      | 1      | 1      | 2      | -1 |
| Totale            | 45    | 20      | 4       | 9       | 7       | 29      | 32      | 19           | 6            | 6            | 7            | 20           | 24           | 39     | 10     | 15     | 14     | 49     | 56     | -7 |

### Andamento in campionato
| Giornata  | 1 | 2  | 3  | 4  | 5  | 6  | 7  | 8  | 9  | 10 | 11 | 12 | 13 | 14 | 15 | 16 | 17 | 18 | 19 | 20 | 21 | 22 | 23 | 24 | 25 | 26 | 27 | 28 | 29 | 30 | 31 | 32 | 33 | 34 | 35 | 36 | 37 | 38 |
| --------- | - | -- | -- | -- | -- | -- | -- | -- | -- | -- | -- | -- | -- | -- | -- | -- | -- | -- | -- | -- | -- | -- | -- | -- | -- | -- | -- | -- | -- | -- | -- | -- | -- | -- | -- | -- | -- | -- |
| Luogo     | C | T  | C  | T  | C  | T  | C  | T  | C  | T  | C  | T  | C  | T  | C  | T  | C  | C  | T  | T  | C  | T  | C  | T  | C  | T  | C  | T  | C  | T  | C  | T  | C  | T  | C  | T  | T  | C  |
| Risultato | N | P  | N  | N  | P  | P  | V  | N  | P  | P  | N  | P  | P  | N  | P  | P  | N  | P  | V  | N  | V  | V  | P  | V  | V  | N  | N  | N  | V  | V  | N  | P  | N  | V  | N  | V  | P  | N  |
| Posizione | 9 | 16 | 17 | 18 | 19 | 20 | 19 | 19 | 19 | 20 | 20 | 20 | 20 | 20 | 20 | 20 | 20 | 20 | 20 | 20 | 20 | 20 | 20 | 19 | 17 | 17 | 18 | 18 | 16 | 16 | 15 | 17 | 16 | 14 | 14 | 13 | 14 | 16 |

Legenda:

Luogo: C = Casa; T = Trasferta. Risultato: V = Vittoria; N = Pareggio; P = Sconfitta.

### Statistiche dei giocatori
| Giocatore     | 3. Liga  | 3. Liga | 3. Liga     | 3. Liga    | Coppa di Germania | Coppa di Germania | Coppa di Germania | Coppa di Germania | Totale   | Totale | Totale      | Totale     |
| Giocatore     | Presenze | Reti    | Ammonizioni | Espulsioni | Presenze          | Reti              | Ammonizioni       | Espulsioni        | Presenze | Reti   | Ammonizioni | Espulsioni |
| ------------- | -------- | ------- | ----------- | ---------- | ----------------- | ----------------- | ----------------- | ----------------- | -------- | ------ | ----------- | ---------- |
| A. Adetula    | 1        | 0       | 0           | 0          | 0                 | 0                 | 0                 | 0                 | 1        | 0      | 0           | 0          |
| M. Amundsen   | 12       | 1       | 3           | 1          | 1                 | 0                 | 0                 | 0                 | 13       | 1      | 3           | 1          |
| Y. Bangsow    | 0        | 0       | 0           | 0          | 0                 | 0                 | 0                 | 0                 | 0        | 0      | 0           | 0          |
| R. Becker     | 29       | 1       | 6           | 0          | 0                 | 0                 | 0                 | 0                 | 29       | 1      | 6           | 0          |
| R. Birjukov   | 0        | 0       | 0           | 0          | 0                 | 0                 | 0                 | 0                 | 0        | 0      | 0           | 0          |
| O. Bulut      | 22       | 2       | 3           | 0          | 1                 | 0                 | 0                 | 0                 | 23       | 2      | 3           | 0          |
| F. Burmeister | 22       | 1       | 6           | 0          | 1                 | 0                 | 1                 | 0                 | 23       | 1      | 7           | 0          |
| M. Bär        | 17       | 2       | 1           | 0          | 0                 | 0                 | 0                 | 0                 | 17       | 2      | 1           | 0          |
| L. Bürger     | 6        | 0       | 1           | 0          | 0                 | 0                 | 0                 | 0                 | 6        | 0      | 1           | 0          |
| A. Canbaz     | 5        | 0       | 0           | 0          | 1                 | 0                 | 0                 | 0                 | 6        | 0      | 0           | 0          |
| J. Düker      | 10       | 3       | 1           | 0          | 0                 | 0                 | 0                 | 0                 | 10       | 3      | 1           | 0          |
| M. Engelhardt | 13       | 0       | 0           | 0          | 1                 | 0                 | 0                 | 0                 | 14       | 0      | 0           | 0          |
| M. Faško      | 1        | 0       | 0           | 0          | 0                 | 0                 | 0                 | 0                 | 1        | 0      | 0           | 0          |
| M. Feigenspan | 16       | 3       | 3           | 0          | 0                 | 0                 | 0                 | 0                 | 16       | 3      | 3           | 0          |
| J. Fejzić     | 18       | 0       | 1           | 0          | 0                 | 0                 | 0                 | 0                 | 18       | 0      | 1           | 0          |
| M. Fejzullahu | 12       | 2       | 1           | 0          | 1                 | 1                 | 0                 | 0                 | 13       | 3      | 1           | 0          |
| I. Franjić    | 10       | 0       | 2           | 0          | 1                 | 0                 | 0                 | 0                 | 11       | 0      | 2           | 0          |
| J. Funke      | 0        | 0       | 0           | 0          | 0                 | 0                 | 0                 | 0                 | 0        | 0      | 0           | 0          |
| S. Fürstner   | 34       | 1       | 6           | 0          | 0                 | 0                 | 0                 | 0                 | 34       | 1      | 6           | 0          |
| P. Hofmann    | 38       | 11      | 4           | 0          | 1                 | 0                 | 0                 | 0                 | 39       | 11     | 4           | 0          |
| B. Kessel     | 17       | 2       | 5           | 0          | 0                 | 0                 | 0                 | 0                 | 17       | 2      | 5           | 0          |
| N. Kijewski   | 38       | 0       | 2           | 0          | 1                 | 0                 | 0                 | 0                 | 39       | 0      | 2           | 0          |
| L. Kruse      | 8        | 0       | 0           | 0          | 0                 | 0                 | 0                 | 0                 | 8        | 0      | 0           | 0          |
| C. Menz       | 10       | 0       | 2           | 1          | 0                 | 0                 | 0                 | 0                 | 10       | 0      | 2           | 1          |
| B. Nehrig     | 12       | 1       | 4           | 0          | 0                 | 0                 | 0                 | 0                 | 12       | 1      | 4           | 0          |
| S. Nkansah    | 30       | 0       | 3           | 1          | 0                 | 0                 | 0                 | 0                 | 30       | 0      | 3           | 1          |
| C. Nyman      | 6        | 1       | 0           | 0          | 0                 | 0                 | 0                 | 0                 | 6        | 1      | 0           | 0          |
| Y. Otto       | 21       | 4       | 6           | 0          | 0                 | 0                 | 0                 | 0                 | 21       | 4      | 6           | 0          |
| M. Pfitzner   | 19       | 5       | 9           | 0          | 0                 | 0                 | 0                 | 0                 | 19       | 5      | 9           | 0          |
| L. Putaro     | 26       | 2       | 0           | 0          | 1                 | 0                 | 0                 | 0                 | 27       | 2      | 0           | 0          |
| N. Rütten     | 10       | 0       | 2           | 1          | 0                 | 0                 | 0                 | 0                 | 10       | 0      | 2           | 1          |
| D. Sauerland  | 15       | 0       | 2           | 1          | 1                 | 0                 | 1                 | 0                 | 16       | 0      | 3           | 1          |
| M. Schwenk    | 18       | 2       | 2           | 0          | 0                 | 0                 | 0                 | 0                 | 18       | 2      | 2           | 0          |
| J. Thorsen    | 14       | 1       | 2           | 0          | 1                 | 0                 | 0                 | 0                 | 15       | 1      | 2           | 0          |
| F. Tingager   | 10       | 0       | 1           | 0          | 0                 | 0                 | 0                 | 0                 | 10       | 0      | 1           | 0          |
| G. Valsvik    | 11       | 0       | 0           | 0          | 1                 | 0                 | 0                 | 0                 | 12       | 0      | 0           | 0          |
| E. Veiga      | 0        | 0       | 0           | 0          | 0                 | 0                 | 0                 | 0                 | 0        | 0      | 0           | 0          |